# Maciste gladiatore di Sparta
Maciste gladiatore di Sparta (bra: Maciste - O Gladiador de Sparta ou Terror de Roma contra o Filho de Hércules) é um filme franco-italiano de 1965, dos gêneros drama e aventura, dirigida por Mario Caiano.

## Sinopse
Em meio à perseguição dos cristãos no Império Romano, Maciste (Forest), o gladiador de Esparta, se apaixona por uma jovem cristã e deve resgatá-la de sua condenação na arena, salvando-a do imperador (Branco) e do chefe pretoriano (Hundar). Ele fará uma tentativa desesperada de salvar os cristãos com direito a combates com feras e gladiadores.

## Elenco
- Mark Forest: Maciste
- Marilù Tolo: Olimpia
- Elisabetta Fanti: Livia
- Claudio Undari: Zefatius (como Robert Hundar)
- Franco Cobianchi: Vitellius (como Peter White)
- Ferruccio Amendola: Dammatius